# Lion de Némée
Pour les articles homonymes, voir Lion (homonymie).
Œuvres principales
Les douze travaux d'Hercule
Le Lion de Némée (en grec ancien : ὁ λέων τῆς Νεμέας) est une créature fantastique de la mythologie grecque. Tuer le Lion et rapporter sa peau constitue le premier des douze travaux d'Héraclès. La peau de lion (ou léonté) est un des attributs d'Héraclès.

## Mythes
Cette section ne s'appuie pas, ou pas assez, sur des sources secondaires ou tertiaires indépendantes du sujet. Le texte peut contenir des analyses inexactes ou inédites de sources primaires.
Pour l'améliorer, ajoutez-en, ou placez des modèles {{Source secondaire souhaitée}} ou {{Source secondaire nécessaire}} sur les passages mal sourcés. (janvier 2025)
Le lion est fils d'Orthos, le chien de Géryon, et de la Chimère ou d'Échidna,, à l'instar du Sphinx de Thèbes. Une tradition minoritaire lui attribue pour père Typhon, sans que la mère ne soit précisée ; une autre encore mentionne Séléné, déesse de la lune, comme sa mère. Élevé par Héra, il fait régner la terreur dans la région de Némée, en Argolide. Il présente la particularité d'avoir une peau impénétrable.
Tuer ce monstre et le ramener à Eurysthée constitue le premier des douze travaux qu'Héraclès doit accomplir. À son arrivée à Cléones, le héros s'arrête dans la hutte d'un laboureur, nommé Molorchos, qui veut lui offrir un sacrifice, comme à un dieu. Refusant pareil honneur, Héraclès lui demande d'attendre un mois. Ce mois écoulé, ou bien il méritera un sacrifice au titre de héros mort, ou bien il aura tué la bête, auquel cas Molorchos pourra alors offrir le sacrifice à Zeus. Un soir, Héraclès surprend le lion sur le versant d'une colline, après le repas de celui-ci. Dissimulé, il tire sur lui à coups de flèches. Mais il s'aperçoit rapidement que le monstre est invulnérable. Ses flèches, offertes pourtant par Apollon, rebondissent sur son cuir. Le lion charge, Héraclès évite l'assaut. Il combat armé seulement de sa massue en bois d'olivier. Il en frappe le lion, puis l'étouffe, brisant sa massue dans la mêlée.
Une autre version veut qu'Héraclès parvienne à enfermer le lion dans son antre, et l'étouffe de ses deux mains. Il l'écorche en utilisant les propres griffes du monstre pour entamer la peau coriace. Il nettoie la peau (que ni le feu, ni le fer ne peuvent entamer) et s'en revêt. Zeus met le lion dans le firmament, au nombre des constellations. Molorchos est en train de sacrifier au héros lorsqu'Héraclès arrive à Cléones. À son retour à Tirynthe, le héros lance la peau aux pieds d'Eurysthée, qui en est si terrifié qu'il saute dans une jarre pour s'y cacher. Il ordonne à Héraclès de déposer dorénavant ses trophées à l'extérieur de la ville et de ne communiquer avec lui que par l'intermédiaire de Coprée, son héraut.
D'après le Pseudo-Apollodore, avant les douze travaux et l'épisode du lion de Némée, Héraclès tue le lion du Cithéron ; la peau de ce premier lion est alors celle qu'Héraclès porte par la suite.

## Représentations artistiques
Durant l'Antiquité romaine, on retrouve plusieurs masques acrotères avec la tête d'Hercule coiffée de la peau du lion sur certains mausolées de la Gaule Narbonnaise.
Plusieurs peintres se sont inspirés du lion de Némée, comme Pierre Paul Rubens et son Hercule étranglant le lion de Némée.
Sur une fontaine au château de Servane à Mouriès ou sur un mausolée, quartier Fourches-Vieilles à Orange.
Le graveur Augustin Dupré représenta Héraclès revêtu de la peau du lion sur des pièces d'argent françaises.

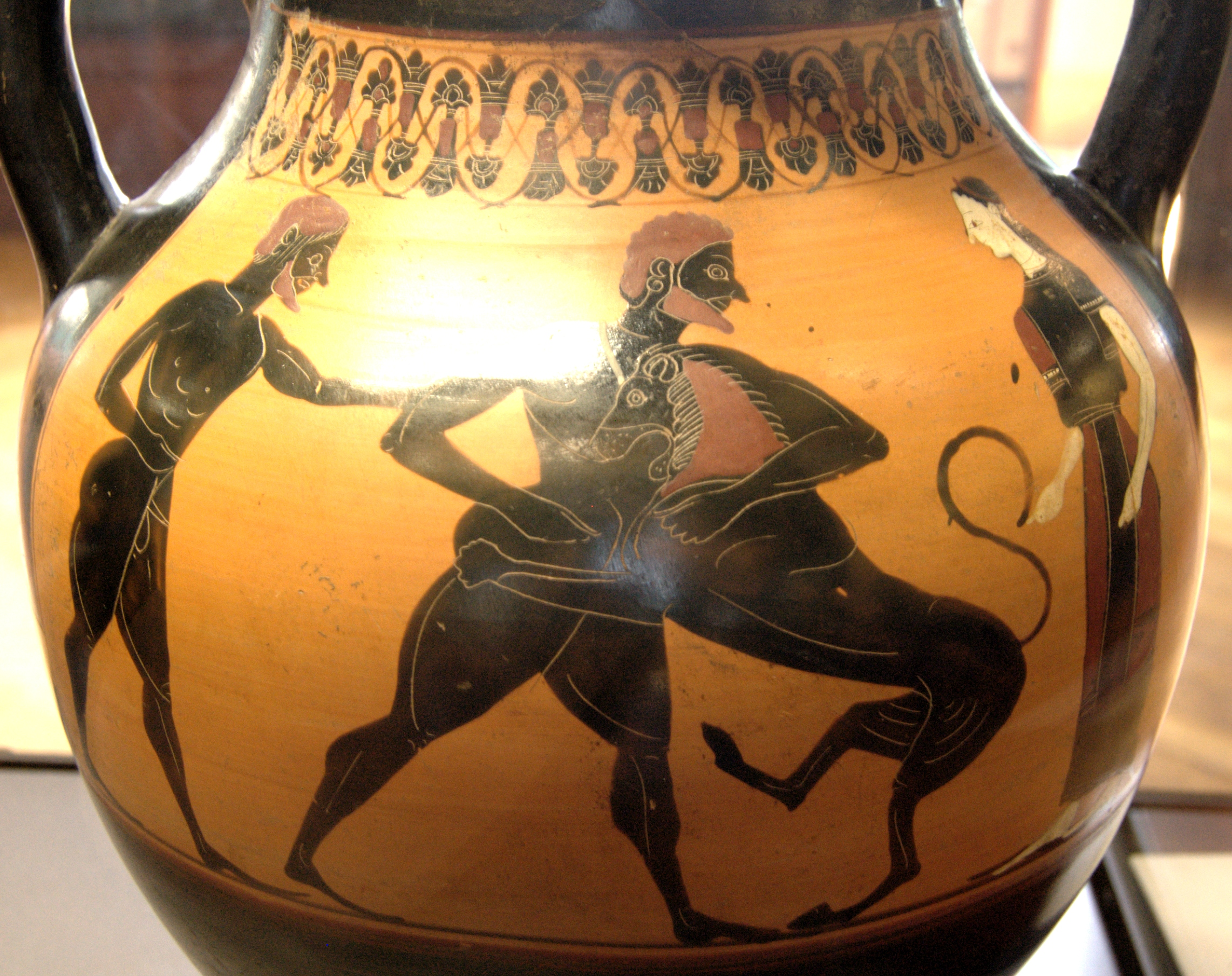
Sur une amphore attique vers -540.
Hercule au repos, Musée Saint-Raymond[10]
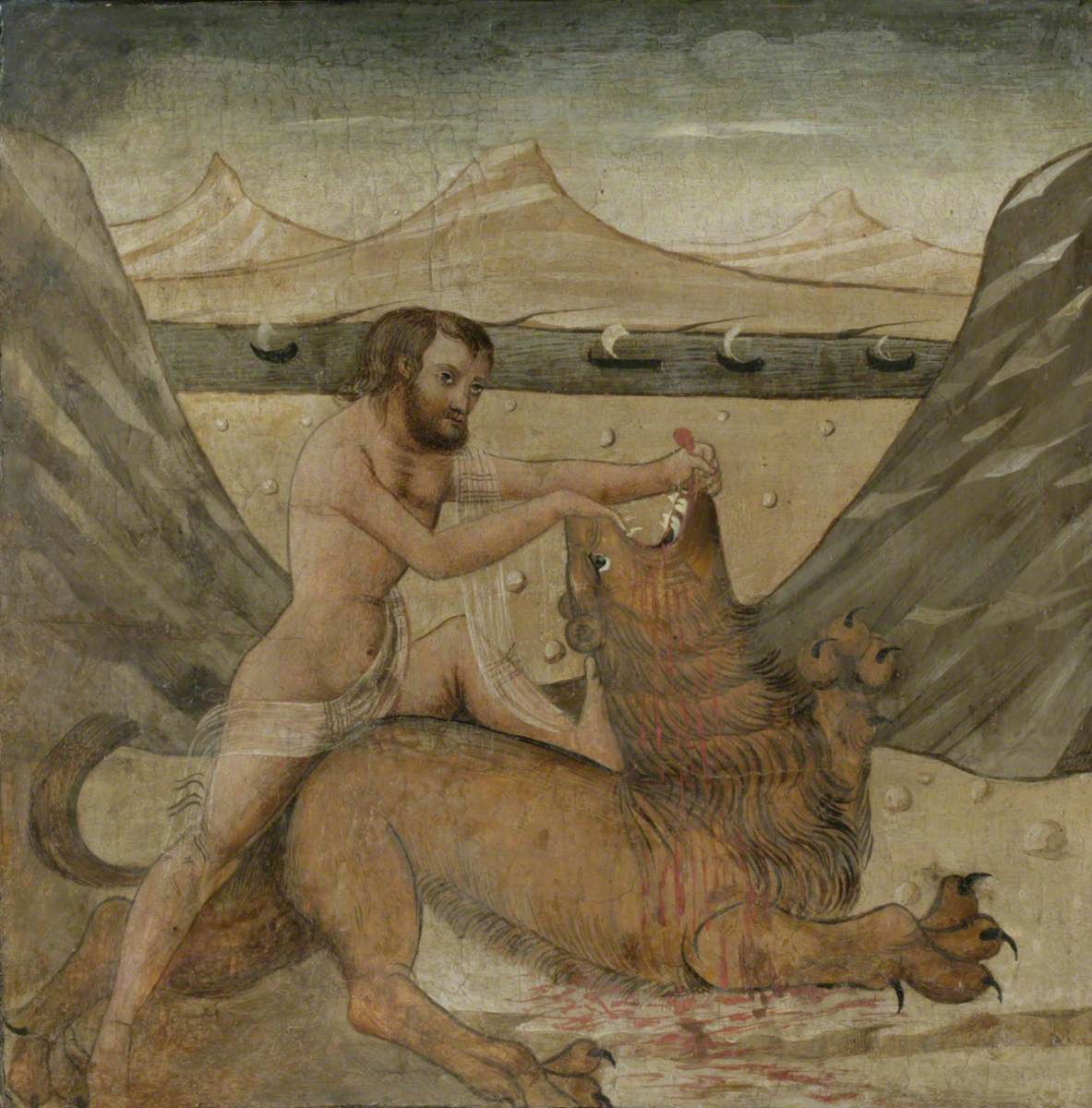
Représentation de l'école florentine, vers 1450.
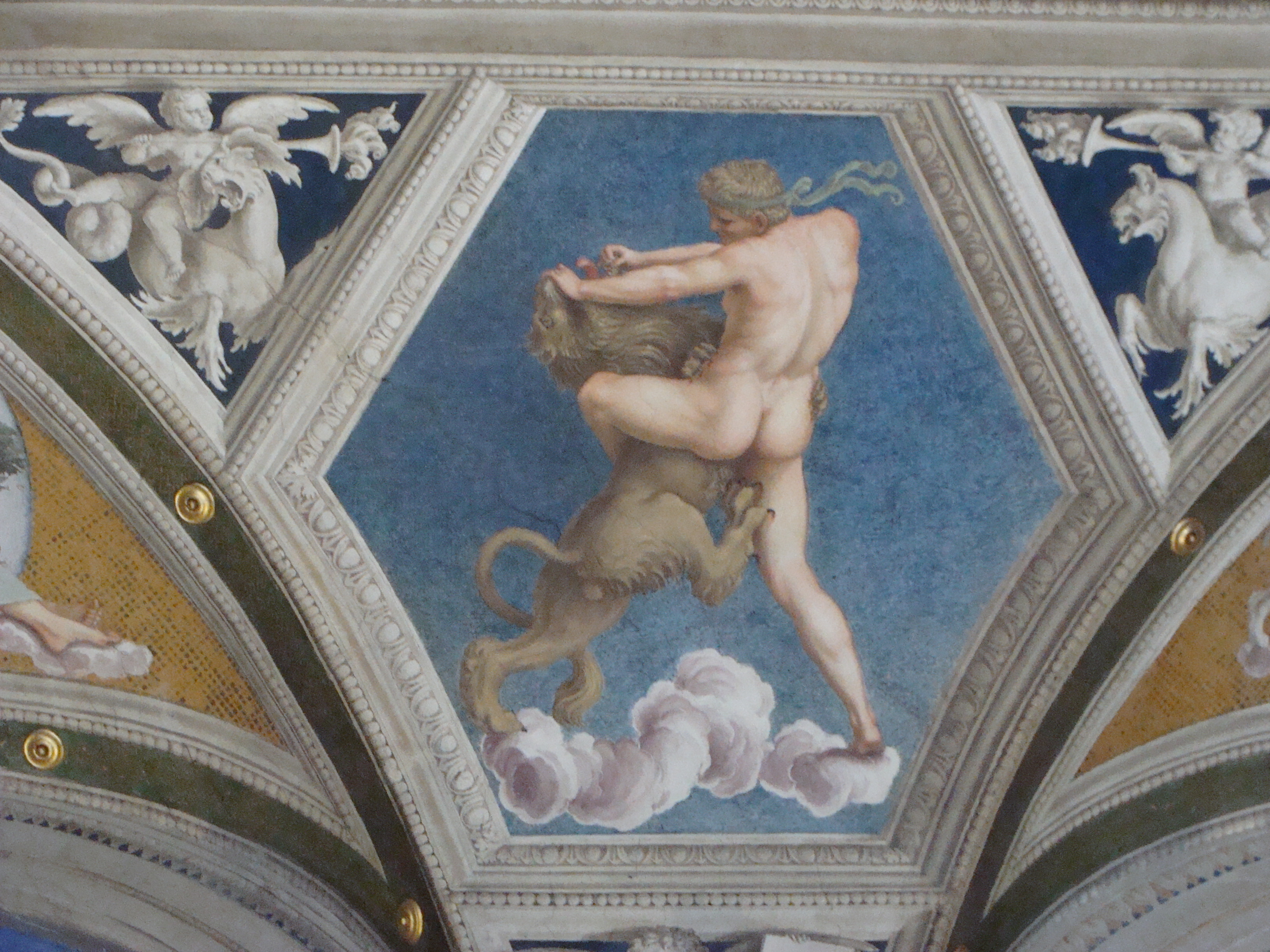
Sur le plafond de la Villa Farnesina (XVIe siècle)
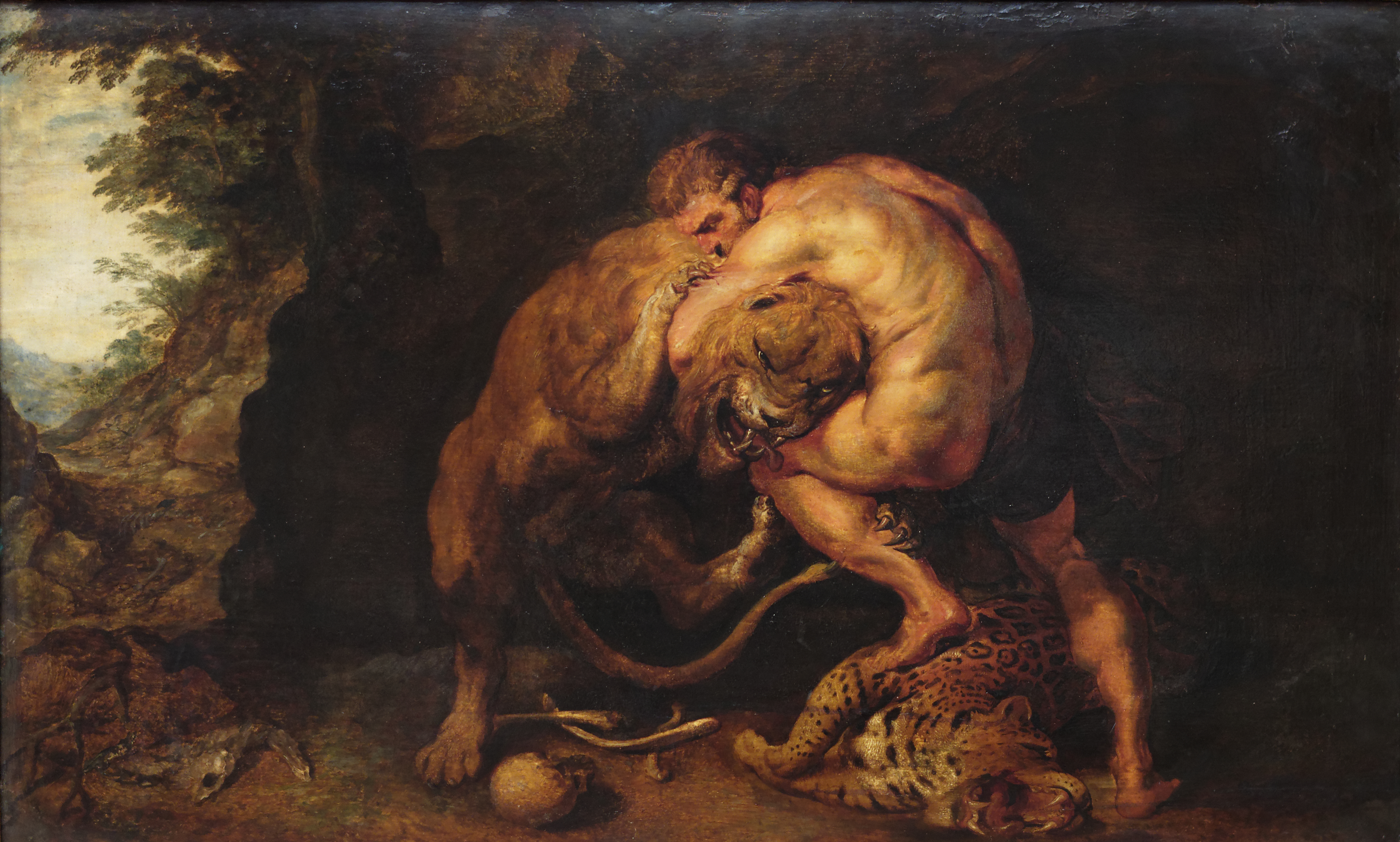
Le combat d'Hercule avec le lion de Némée, Pierre Paul Rubens (début XVIIe siècle
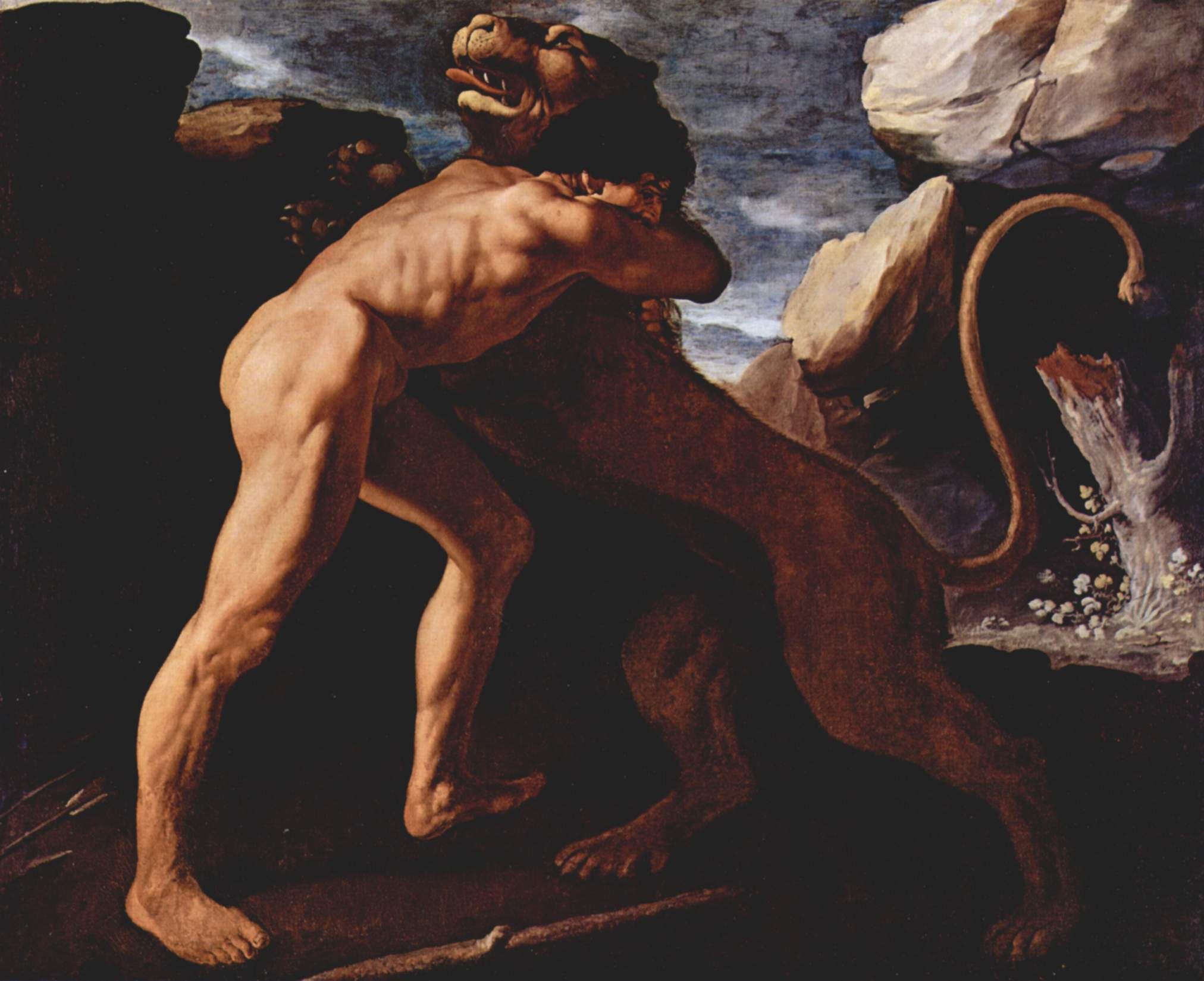
Hercule affrontant le lion de Némée, Peinture à l'huile de Francisco de Zurbarán, 1634, Musée du Prado

## Postérité

### Littérature
- Le Lion de Némée, nouvelle policière d'Agatha Christie.
- Némée, poème de José-Maria de Heredia, dans son recueil Les Trophées.

### Jeux vidéo
Dans Assassin's Creed Odyssey (2018), une série de quêtes secondaires propose au joueur d'affronter plusieurs animaux légendaires, dont le lion de Némée, en Argolide.
Némélios est un Pokémon de la sixième génération, apparu dans les jeux Pokémon X et Y. Il s'agit d'un lion de type feu et normal, dont le nom est directement inspiré du Lion de Némée.

### Sources
- Diodore de Sicile, Bibliothèque historique [détail des éditions] [lire en ligne] (L 31).